# Lac Stukely
Lac Stukely är en sjö i Kanada. Den ligger i regionen Estrie och provinsen Québec, i den sydöstra delen av landet, 270 km öster om huvudstaden Ottawa. Lac Stukely ligger 283 meter över havet. Arean är 3,8 kvadratkilometer. Den sträcker sig 4,3 kilometer i nord-sydlig riktning, och 2,9 kilometer i öst-västlig riktning.
I omgivningarna runt Lac Stukely växer i huvudsak blandskog. Runt Lac Stukely är det glesbefolkat, med 12 invånare per kvadratkilometer.